# Thủ tục làm người còn sống
Thủ tục làm người còn sống là một bút ký của nhà văn Minh Chuyên trong giai đoạn Đổi Mới tại Việt Nam. Tác phẩm được đăng lần đầu trong phạm vi tỉnh trên báo Thái Bình ngày 25 tháng 5 năm 1988, đăng lại rộng rãi toàn quốc trên Tuần báo Văn Nghệ số 19 vào ngày 27 tháng 5 năm 1988. Bút ký kể về Trần Quyết Định — một cựu quân nhân — bị thương trong Chiến tranh biên giới Tây Nam và được gửi giấy báo tử về quê nhà tại tỉnh Thái Bình. Trần Quyết Định trở về quê nhà với giấy chứng thương và đã mất 29 năm để hoàn thành thủ tục xin bộ máy quan liêu tại Việt Nam xác nhận giấy phục viên – xuất ngũ.

## Nội dung
Đêm 15 tháng 6 năm 1978, Định cùng đồng đội giao chiến tại cao điểm 62 thuộc huyện Tân Biên sau khi Khmer Đỏ xâm lấn biên giới Việt Nam. Định bị trúng đạn và được sơ cứu tại đội phẫu thuật dã chiến của sư đoàn, tiếp tục được chuyển tiếp điều trị tại bệnh viện của sư 10 sau ba ngày. Một thời gian sau, Định tiếp tục được điều chuyển đến điều trị tại bệnh viện quân y tuyến trên. Ngày 29 tháng 12 năm 1978, gia đình ông Vọng tại làng Nguyệt Lãng thuộc xã Minh Thư nhận giấy báo tử của con trai Trần Quyết Định trong Chiến tranh biên giới Tây Nam. Giấy báo tử được chuyển từ phòng chính sách huyện Vũ Thư thuộc tỉnh Thái Bình, nội dung thông báo từ chính ủy Lê Minh Châu xác nhận Định tử chiến vào ngày 10 tháng 7 năm 1978, trung đoàn 24 đã quy tập tại mộ số 2 Tân Biên thuộc tỉnh Tây Ninh. Gia đình ông Vọng và hàng xóm đau buồn trước giấy báo tử của Định.
Ngày 31 tháng 9 năm 1979, Trần Quyết Định bất chợt trở về quê nhà với thương tật trên người, hàng xóm đến chia vui với gia đình ông Vọng. Trong khoảng đầu tháng 3 cùng năm, một quân nhân thuộc trung đoàn 24 đến viện quân y xác nhận cấp giấy chứng nhận danh sách thương bệnh binh. Trường hợp của Trần Quyết Định được Phó chỉ huy trung đoàn 12 Trần Duy Tài ký xác nhận giấy chứng thương và tiếp tục điều trị di chứng tại đây trong bốn tháng tiếp theo. Sau đó, Định rời Sài Gòn và về tỉnh Tây Ninh tìm đơn vị cũ, nhưng đơn vị đã chuyển địa điểm đóng quân sang Campuchia. Định trở về quê nhà, phòng chính sách huyện Vũ Thư thực hiện xóa bỏ chế độ liệt sĩ với gia đình ông Vọng, giấy bảo tử ghi thêm ghi chú "còn sống đã trở về ngày 31 tháng 9 năm 1979". Định kết hôn và sinh được ba người con, trong khi một phần dư luận dị nghị khi Định không có chế độ quân nhân xuất ngũ. Do vướng mắc giấy chứng tử, thủ tục phục hồi pháp nhân về ruộng lúa và chính sách thương bệnh binh khó được giải quyết. Sau khi làm đơn từ trình bày sự việc đến các cơ quan hành chính trong tỉnh Thái Bình, Định bị các cơ quan này đùn đẩy trách nhiệm qua lại từ "Phòng thương binh" tới "Huyện đội" rồi qua "Sở thương binh xã hội" và "Ban chính sách hậu phương".
Sau một thời gian dài chờ đợi, Định suy xét đến việc tìm đơn vị xin giấy phục viên. Định mua vé tàu hỏa vào thành phố Nha Trang, nối chuyến đến tỉnh Đắk Lắk để nhờ người cậu Trần Đình Ngoạn ở Ban kinh tế mới. Do di chứng từ thương tật khiến Định bị ngất khi di chuyển lên thành phố Buôn Ma Thuột gặp người cậu, Định và ông Ngoạn di chuyển bằng máy bay hướng đến Sài Gòn. Tại sân bay quốc tế Tân Sơn Nhất, Định bị choáng và máu chảy ra do di chứng thương tật nên phải lưu trú tại đây một ngày. Hôm sau, tiếp tục đến Tây Ninh nhưng vẫn không có thông tin đơn vị, Định đến nghĩa trang 1Đ xã Thạch Tây theo lời ghi chú trên giấy báo tử để thăm người lính tử trận trùng tên. Do vướng mắc thủ tục từ các cơ quan hành chính và ba lần vào Tây Ninh tìm đơn vị nhưng không có kết quả, nhiều người trong gia đình ông Vọng đã nản lòng.
Nhân một chuyến về thăm quê nhà vào năm 1986, nhà văn Minh Chuyên ghé qua thăm hỏi gia cảnh Trần Quyết Định. Minh Chuyên cùng Định đến các cơ quan hành chính theo tuần tự, hồ sơ căn bản hoàn thiện sau khoảng tám tháng. Hai người đến kiến nghị hồ sơ tại Tỉnh đội, được hướng dẫn yêu cầu giấy phục viên, tiếp tục chờ thông báo hồ sơ chuyển đến Cục tổ chức động viên của Bộ tổng tham mưu Quân đội nhân dân Việt Nam trong một tháng sau đó. Sau khi đến trụ sở Cục tổ chức động viên tại thành phố Hà Nội, hồ sơ không được giải quyết và chỉ dẫn tìm lại đơn vị cũ hiện đang đóng quân ở miền Bắc. Nhiều lần tới lui đến "Tỉnh đội" và "Cục tổ chức động viên", Định và Minh Chuyên chuẩn bị tư trang lên đường tìm đơn vị cũ. Quân nhân cùng quê tên Đoàn Duyến bực tức hiện thực nhiều người trong làng không phải là thương binh nhưng vẫn có giấy chứng nhận sau khi hối lộ các cơ quan chính sách, đồng thời quân nhân này đồng cảm cho Định khi gặp nhiều vướng mắc thủ tục và gia cảnh khó khăn.
Đầu năm 1988, Minh Chuyên cùng Định đến khu vực Y tìm sư 10, nhưng đơn vị lại chuyển về Tây Nguyên nên hai người đón tàu hỏa về quê. Do tư trang bị mất cắp, hai người phải đi ăn xin vào sáng hôm sau tại ga tàu để xin tiền vé. Gần nửa tháng sau đó, Định được điều trị tại bệnh viện vì áp lực dư luận. Tại bệnh viện, ông Vọng nói với Minh Chuyên rằng khi nào Định khỏe lại thì lần nữa nhờ nhà văn dẫn đường đi tìm sư trưởng giúp con trai ông.

## Hoàn cảnh ra đời
Cựu quân nhân Đoàn Duyến—một người bạn cùng xã Minh Khai— quở trách nhà văn Minh Chuyên vào một ngày cuối năm 1987 (khoảng 8 năm sau sự kiện).
Trần Quyết Định sinh năm 1958 tại làng Nguyệt Lãng, xã Minh Khai, huyện Vũ Thư, tỉnh Thái Bình. Định nhập ngũ năm 1977 và tham gia chiến dịch Chiến tranh biên giới Tây Nam, người thân nhận giấy báo tử vào ngày 29 tháng 12 năm 1978 do Chính uỷ Lê Minh Châu ký, ghi nhận tử trận trong trận đánh ở cao điểm 62 tại huyện Tân Biên (thuộc tỉnh Tây Ninh). Tuy nhiên, Định bị thương nặng và được chuyển qua nhiều Quân y viện chữa trị, đơn vị sang chiến đấu tại Campuchia sau khi Định khỏi bệnh. Trần Quyết Định trở về quê nhà vào ngày 31 tháng 12 năm 1979 sau khi thất lạc đơn vị, anh vấp phải bộ máy quan liêu tại Việt Nam trong 10 năm khi làm thủ tục xác nhận giấy phục viên–xuất ngũ. Định đến viếng thăm mộ một liệt sĩ vô danh bị ghi nhầm tên Trần Quyết Định trong nghĩa trang 1Đ tại xã Thạch Biên (thuộc huyện Tân Biên). Gia đình cựu quân nhân khi đó gồm hai bố mẹ già, người vợ ốm yếu, ba đứa con, trong khi Trần Quyết Định thương binh và không được hưởng lương chế độ cũng như không ruộng vườn. Gia đình cựu quân nhân tích cóp tiền mua thuốc men và nhiều lần đi nhờ vào Nam–ra Bắc để tìm đơn vị. Cuối năm 1987, cựu quân nhân Đoàn Duyến quở trách nhà văn Minh Chuyên khi cùng là lính nhưng không viết báo cho cựu quân nhân Trần Quyết Định bị oan khuất 10 năm trong cùng xã Minh Khai. Minh Chuyên cho biết "ba năm không làm được, cộng với mười năm Định đi làm một mình và không có kết quả, tôi mới viết Thủ tục làm người còn sống."
Cựu quân nhân Trần Quyết Định—nhân vật trong bút ký— phát biểu trong băng ghi hình của Đài Tiếng nói Việt Nam ngày 27 tháng 7 năm 2019.
Xã hội Việt Nam thời điểm đó chưa được cởi mở, nhà văn Minh Chuyên đang công tác tại báo Thái Bình. Giai đoạn khi đó, Tổng Bí thư Ban Chấp hành Trung ương Đảng Cộng sản Việt Nam Nguyễn Văn Linh đang kêu gọi bài trừ nạn quan liêu theo tinh thần Những việc cần làm ngay. Nhà văn bộc bạch: "Giai đoạn đó là giai đoạn đầu tiên của thời kỳ Đổi Mới. Thủ tục hành chính của các cơ quan chính sách, các cơ quan công quyền lo về chế độ người có công còn rất nhiều vấn đề bất cập. Anh Trần Quyết Định là một liệt sĩ trở về, trên người đầy vết thương. Tuy nhiên, để chứng minh anh bị thương và làm thủ tục cho anh thì lại rất khó khăn. Người ta đòi hỏi rất nhiều thứ, trong đó có những thứ vô cùng phi lý. Né tránh cái việc do chính họ gây nên và sự phản ứng đối với tác phẩm chẳng qua chỉ là để bảo vệ chính thân phận của họ." Trong giai đoạn Đổi Mới, nhiều tác phẩm phản ánh hiện thực xuất bản trên báo chí Việt Nam như "Lời khai của bị can" của Trần Huy Quang, "Người đàn bà quỳ" của Lê Văn Ba, "Tiếng hú những con tàu" của Nguyễn Thị Vân Anh; đặc biệt trong đó "Cái đêm hôm ấy... đêm gì?" của Phùng Gia Lộc và "Thủ tục để làm người còn sống" của Minh Chuyên tạo một "cơn địa chấn bàng hoàng" trong xã hội. Trưởng Ban Bạn đọc của Tuần báo Văn Nghệ Ngọc Trai đi vận động tại Thái Bình để chính quyền địa phương không làm phiền nhà văn Minh Chuyên. Nhà văn và Định đến Hà Bắc để thăm gia đình liệt sĩ "Trần Quyết Định trùng tên". Minh Chuyên dành hai năm đồng hành cùng Định đến các cơ quan và gặp mặt nhiều nhân chứng, tiền sao chụp tài liệu từ máy photocopy được thống kê lên tới hàng trăm nghìn đồng vào thời điểm năm 1988.

## Phát hành
Minh Chuyên — khi đó công tác tại báo Thái Bình — đề xuất sự việc với tòa soạn, tổng biên tập báo Thái Bình Nguyễn Như Hinh ủng hộ. Đầu năm 1988, Tuần báo Văn nghệ tổ chức hội thảo tại Thái Bình về vai trò của báo chí với nông thôn (đoàn gồm Nguyên Ngọc, Bế Kiến Quốc, Phùng Gia Lộc, Hoàng Hữu Các), Minh Chuyên đã nộp bút ký cho Bế Kiến Quốc và giao hẹn đăng trên Tuần báo Văn Nghệ. Nhà thơ Bế Kiến Quốc là người biên tập tác phẩm để đăng trên báo, đã động viên tác giả và các cá nhân của tòa soạn rằng: "Chúng ta đã cứu được một con người, dù người đó là người lính, là thương binh hay là gì đi nữa. Đó là một con người cần được cứu giúp. Dù chúng ta có bị làm sao chăng nữa, thì không có gì phải ân hận cả."
Bút ký Thủ tục làm người còn sống của nhà văn Minh Chuyên được đăng lần đầu trong phạm vi tỉnh trên báo Thái Bình ngày 25 tháng 5 năm 1988, đăng lại rộng rãi toàn quốc trên Tuần báo Văn nghệ vào ngày 27 tháng 5 năm 1988. Sau khi Tuần báo Văn Nghệ đăng, Minh Chuyên được tổng biên tập báo Thái Bình Nguyễn Như Hinh động viên và thông báo Thường trực Ban Bí thư Ban Chấp hành Trung ương Đảng Cộng sản Việt Nam Đỗ Mười yêu cầu cung cấp tài liệu liên quan. Nhà xuất bản Hội Nhà văn in lại bút ký trong tập "Người không cô đơn". Nói về tình tiết Trần Quyết Định trong bút ký đến khóc bên mồ và phê phán các cơ quan chính sách hậu phương quân đội, nhà văn thừa nhận cáo buộc "kích động các gia đình liệt sĩ hoài nghi công tác chính sách thì ít nhiều cũng có lý" và xác nhận "nhà văn viết lời khấn trong khi Định chỉ khấn nôm na."

## Đón nhận

### Xã hội
Bút ký đăng lần đầu trên báo Thái Bình gây xao động một thời gian ngắn rồi chìm vào im lặng, sau khi đăng lại trên Tuần báo Văn Nghệ đã gây chấn động quốc gia. Bút ký gây chấn động giới văn đàn, giới binh nghiệp và độc giả toàn quốc. Hàng ngàn thư, điện thoại gửi về tòa soạn Tuần báo Văn Nghệ và gửi đến nhà văn nhằm biểu lộ sự đồng tình. Năm 2008, nhà văn Minh Chuyên kể lại "anh Trần Quyết Định trong tác phẩm Thủ tục làm người còn sống bị thương tật là sự thật. Nhưng có người bảo anh không bị thương, nhiều tờ báo "cứu" sự thật vì anh." Một độc giả cùng xã Minh Khai cho biết "sẵn sàng đi bất cứ đâu để đòi quyền lợi cho Định", dư luận tại quê nhà Trần Quyết Định phấn khởi vì sự thật được giãi bày trên mặt báo dù giấy xác nhận phục viên–xuất ngũ thời điểm đó chưa có kết quả. Một đồng nghiệp và cũng là đồng đội của nhà văn đã cáo buộc Minh Chuyên bịa đặt, đồng thời răn dạy "người viết có thể hư cấu nhưng hư cấu ở ký không giống như hư cấu ở tiểu thuyết hay truyện ngắn". Trường Giang biên khảo sách Một thập kỷ bài báo hay nhận định Minh Chuyên trong bút ký "đã nhập cuộc, cùng họ đi giãi bày, đi cầu cứu, đi đấu tranh, đi tìm lẽ phải".

### Truyền thông
Bùi Hoàng Tám trên báo Dân trí bình phẩm "nếu trong "Cái đêm hôm ấy... đêm gì?" phảng phất cái không khí âm âm, u u của Tắt đèn với tiếng trống thúc thuế – thu sưu thì trong "Thủ tục để làm người còn sống" của Minh Chuyên lại phảng phất, lại ám ảnh cái không khí của buổi Chí Phèo cầm dao đến nhà Bá Kiến. Có khác chăng ở chỗ Chí Phèo là gã du thủ – du thực—"con ác thú" của làng Vũ Đại—gã nông dân bị lưu manh hoá đến nhà cụ Bá để đòi "làm người lương thiện" thì anh lính nông dân bị lạc đơn vị, bị báo tử oan Trần Quyết Định đội đơn 10 năm đến rất nhiều cơ quan công quyền để đòi một điều đơn giản hơn nhiều là thủ tục để được làm... người còn sống, một nông dân xã viên hợp tác xã bình thường." Trần Thiện Khanh trên báo Nhân Dân cho rằng đây là một trong những bút ký "thường được nhắc đến như những trường hợp tiêu biểu, một thành quả của đổi mới ở thể loại ký sự, phóng sự". Trần Hoàng Nhân trên báo Người lao động nhận xét "một nhà văn có những tác phẩm như ông cũng đủ để tự hào rồi. Nhưng tự hào hơn khi nhà văn Minh Chuyên đã hoàn thành xong phần cơ bản của 'thủ tục làm người cầm bút'." Tất Nhiên trên báo Giáo dục & Thời đại nhìn nhận "Trong bối cảnh công tác thương binh, liệt sĩ của ta còn không ít bất cập, nhiều người chạy chọt để được hưởng chế độ thương binh, trong khi một thương binh sờ sờ như Trần Quyết Định lại bị phủ nhận. Bài ký như một quả bom ném thẳng vào tệ quan liêu, cửa quyền của không ít các cơ quan chính sách thời hậu chiến." Trần Huy Quang trên báo Người đô thị nhận xét về nhân vật Trần Quyết Định rằng "nhưng anh đã là liệt sĩ, rồi thủ tục để anh thành người còn sống lại cực kỳ gian nan". Lê Hoài Nam trên báo Công an nhân dân bình phẩm ""Thủ tục để làm người còn sống" viết về sự hy sinh thầm lặng của một người lính".
Bùi Hoàng Tám trên báo Dân trí tiếp tục phân tích "nếu ở "Cái đêm hôm ấy... đêm gì? của nhà văn Phùng Gia Lộc là lời cảnh báo về sự xuất hiện của một bộ phận không nhỏ cán bộ đảng viên thoái hóa biến chất, có nguy cơ trở thành "cường hào mới" ở nông thôn thì ở "Thủ tục để làm người còn sống" của nhà văn Minh Chuyên là lời dự báo về tệ quan liêu nhũng nhiễu, xa rời dân của một bộ phận công chức nhà nước." Lê Thiếu Nhơn trên Sài Gòn Giải Phóng so sánh bút ký "giống như một câu ngạn ngữ rằng, những sự thay đổi mà người ta mong muốn nhất đều đi qua nỗi buồn". Tùng Giang trên báo Lao Động gợi nhắc các bút ký của Minh Chuyên cùng với Thủ tục làm người còn sống, khen ngợi "khắc họa chân thực" và "là các nét vẽ tiêu biểu trong tổng thể bức di họa về thời kỳ binh lửa". Cũng trên báo Lao Động, Huỳnh Dũng Nhân ca ngợi "cuối cùng nhân vật có được đầy đủ hộ khẩu, chứng minh nhân dân, được mọi thủ tục là người còn sống, tác giả được minh oan". Cao Bá Khoát trên báo Thái Bình liệt kê bút ký "Người lang thang không cô đơn" và Thủ tục làm người còn sống, đồng thời ngợi ca đây là "những bút ký xuất sắc, bênh vực công lý, gây tiếng vang lớn trong dư luận bạn đọc và đời sống xã hội". Cũng trên báo Thái Bình, Nguyễn Công Liêm tán dương bút ký "đã trả lại tên cho người lính từ chiến trường trở về", đồng thời cảm thông "ngay sau khi câu chuyện này đến với bạn đọc và công chúng thì Minh Chuyên đã phải trả giá và đối mặt với 'tai họa'". Tiến sĩ Nguyễn Thế Kỷ trên Tạp chí Cộng sản nhắc về bút ký "Người đàn bà quỳ" của Trần Khắc và "Công lý, đừng quên ai" của Lâm Thị Thanh Hà cùng với Thủ tục làm người còn sống của Minh Chuyên, khẳng định đây là "những phản biện sắc sảo về pháp luật, chính sách; những sai trái và bất cập của chính sách, cơ chế ở tầm vĩ mô". Tuệ Nhã và Mai Minh trên Thời báo Văn học nghệ thuật khen ngợi tác giả "quyết không từ bỏ, mà theo đuổi đến cùng, đánh cược cả sự sống của mình để bảo vệ chân lý, như giai đoạn ông viết tác phẩm".

### Văn đàn
Nhà phê bình văn học Nguyễn Văn Lưu phân tích "nhân vật Trần Quyết Định trong tác phẩm "cực kỳ bi đát"; "nếu không có bài bút ký của Minh Chuyên, chắc Trần Quyết Định vẫn là một hồn ma xác thịt. Anh sẽ tự thờ cúng linh hồn anh cho đến phút lìa đời." Nhà văn Vũ Bão tán dương "một cốt truyện vừa nhân văn, vừa xót xa, xa xót đến xiêu lòng. Nhân vật chính Trần Quyết Định gợi bạn đọc nhớ đến dòng văn học hiện thực Việt Nam mà các bậc thầy Nam Cao, Ngô Tất Tố đã thể hiện rất tài tình.[...] Phát hiện một cốt truyện, tái hiện lại để có một nhân vật kiểu Trần Quyết Định mình nghĩ khó có mấy ai vượt được. Chỉ có tác giả tự nguyện dấn thân, ngòi bút viết hết mình, không sợ lực cản mới có được hình tượng một Trần Quyết Định như thế." Nhà lý luận phê bình Lê Quang Trang nhận định "một bút ký xuất sắc bênh vực công lý, gây tiếng vang lớn trong dư luận bạn đọc và đời sống xã hội." Nhà thơ Nguyễn Hoàng Sơn thốt lên "tôi đã từng gai người khi đọc "Thủ tục để làm người còn sống"", trong khi nhà thơ Nguyễn Hoa viết tặng Minh Chuyên một bài thơ đối đáp về nội dung bút ký. Nhà thơ Trần Đăng Khoa nhận định Minh Chuyên "lấy cái chết dữ dội và trong sáng của mình, để xua đi bầu khí quyển u ám của những thủ tục hành chính phiền nhiễu làm khổ dân, giải phóng cho những người lính và những người dân có cùng cảnh ngộ với nhân vật của mình".
Đỗ Thị Bích Thủy tại Trường Đại học Hoa Lư cho rằng bút ký giúp độc giả "biết đến những vấn đề của đời sống hiện thực đang hiện hữu, số phận con người trước những biến động của đời sống xã hội." Tiến sĩ Trần Việt Hà tại Học viện Khoa học Xã hội gợi nhắc các bút ký của Minh Chuyên cùng với Thủ tục làm người còn sống, đúc kết "những chấn thương khó lành, dễ tái phát ấy để lại mảng sẹo lòng nhạy cảm khiến cho rất nhiều người lính trở về có cảm giác rằng không phải mình đang sống mà là đang bị mắc kẹt lại trên cõi đời này". Cao Thị Xuân Phượng tại Học viện Khoa học Xã hội liệt kê các bút ký "Vào chùa gặp lại" và "Người lang thang không cô đơn" cùng với Thủ tục làm người còn sống, đồng thời khen ngợi "đề tài chiến tranh đã tạo nên một hiện tượng Minh Chuyên".

### Chính khách
Phu nhân của một chính khách cấp cao trong Đảng Cộng sản Việt Nam xem bài báo và nói với chồng rằng "ông là người lãnh đạo cao cấp của đất nước, sao để xảy ra vụ việc này." Tỉnh ủy Thái Bình tổ chức một hội nghị về bút ký do Trưởng ban Nội chính Thái Bình Đỗ Quang Thường chủ trì, các đại diện góp mặt gồm Cục Chính sách (thuộc Bộ Quốc phòng Việt Nam) và Bộ Tư lệnh Quân khu 3 cùng với Bộ Chỉ huy quân sự Thái Bình cũng như các ban ngành có liên quan tại tỉnh. Trưởng ban Nội chính Tỉnh ủy Thái Bình Đỗ Quang Thường khi đó kết luận "giao cho các cơ quan chức năng của tỉnh phối hợp làm việc cụ thể với đơn vị, cơ quan cấp trên giải quyết chế độ, chính sách cho Trần Quyết Định theo đúng quy định của quân đội và chính sách của Nhà nước. Văn phong báo chí của bút ký có chi tiết nào chưa chuẩn xác thì rút kinh nghiệm còn bản chất sự việc là đúng, không vì chi tiết mà quy kết động cơ người viết báo làm sai được". Trưởng ban Tuyên giáo Tỉnh ủy Thái Bình Phạm Văn Bài cho biết bản thân cũng từng lạc đơn vị hai ngày tại Kampong Cham trong Chiến tranh biên giới Tây Nam và tin tưởng Trần Quyết Định khi khẳng định "bi kịch của người lính trong chiến tranh trở về không tập trung giải quyết lại đi bắt bẻ chi tiết, đẩy sự thật buồn vào một bi kịch khác." Tổng biên tập báo Thái Bình Nguyễn Như Hinh tại hội nghị khẳng khái tuyên bố "nếu phải đi tù hoặc bị xử lý kỷ luật thì tôi chịu trách nhiệm chứ không phải anh Minh Chuyên." Nhiều đoàn thanh tra về Thái Bình tìm hiểu sự việc, bút ký bị cho là "kích động quần chúng, gây mất niềm tin với các cơ quan nhà nước, vi phạm nghiêm trọng chính sách hậu phương quân đội".
Một báo cáo ngày 9 tháng 6 năm 1988 gửi đến bảy cơ quan từ Trung ương đến địa phương, nội dung ghi như một biên bản luận tội tác giả, nhân vật, tòa báo. Trần Quyết Định được miêu tả "quân nhân vô kỷ luật, phạm tội đào ngũ". Gia đình Định được miêu tả "thiếu trung thực, bao che nhằm mục đích cho kẻ đào ngũ được hưởng quyền lợi chính trị". Nhà văn được miêu tả "vu khống, dàn dựng hiện trường giả nhằm bao che, bênh vực quyền lợi cho một quân nhân đào ngũ". Báo cáo cũng đề nghị Ban Bí thư Ban Chấp hành Trung ương Đảng Cộng sản Việt Nam chỉ thị Tuần báo Văn Nghệ công khai sai lầm nội dung bút ký, đề nghị Tỉnh ủy Thái Bình chỉ thị ban biên tập báo Thái Bình kỷ luật Minh Chuyên và công khai xin lỗi. Ngày 17 tháng 6 năm 1988, Ban Nội chính Tỉnh uỷ Thái Bình họp kéo dài tám tiếng với sự có mặt của 15 thành viên, tổng biên tập báo Thái Bình Nguyễn Như Hinh khi đó kiên quyết nói "nếu kỷ luật, người bị kỷ luật là tôi chứ không phải anh Minh Chuyên vì Ban biên tập đã chỉ đạo đồng chí Minh Chuyên thực hiện nhiệm vụ này". Đầu tháng 7 năm 1988, các cuộc họp được tổ chức tại Hà Nội, nhà văn Nguyên Ngọc phát biểu "nếu cách đây 10 năm, các anh quy tội người ta đào ngũ thì đã chẳng có bài ký này. Thế nhưng khi có bài ký nêu lên sự việc ra đời, các anh lại quy cho người ta tội đào ngũ phải chăng là hình thức đối phó? Các anh đã hai lần phạm tội ác!"
Chủ nhiệm Tổng cục chính trị Quân đội nhân dân Việt Nam Nguyễn Quyết ký ghi chú cuối cùng về quân nhân Trần Quyết Định.
Đầu tháng 8 năm 1988, cơ quan chính sách huyện Vũ Thư định tổ chức một cuộc họp thông báo Trần Quyết Định đào ngũ, nhưng người dân phản ứng quyết liệt nên cuộc họp bị hủy. Thường trực Ban Bí thư Ban Chấp hành Trung ương Đảng Cộng sản Việt Nam Đỗ Mười gửi công điện cho Tổng cục chính trị Quân đội nhân dân Việt Nam và Thường trực Tỉnh ủy Thái Bình với nội dung "Đề nghị các đồng chí xác minh rõ bản chất nội dung sự việc nêu trong bài ký và báo cáo về Ban Bí thư." Các cuộc điều tra–xác minh được tiến hành trong hai tháng, vấn đề xoay quanh bài ký chỉ kết thúc sau bảy cuộc họp. Sau 6 tháng với 15 cuộc họp lớn nhỏ từ địa phương đến trung ương, Chủ nhiệm Tổng cục chính trị Quân đội nhân dân Việt Nam Nguyễn Quyết ký ghi chú về quân nhân Trần Quyết Định. Nhân dịp Đỗ Mười ghé thăm Thái Bình vào tháng 2 năm 1996, nhà văn cảm kích "nhờ sự công minh sáng suốt của Đảng Cộng sản Việt Nam và sự quan tâm sâu sát của bác ngày ấy, cháu mới được gặp bác ngày hôm nay, mới có được cuốn sách này ra đời." Bùi Tín trong hồi ký Hoa xuyên tuyết miêu tả bút ký của Minh Chuyên "có ý nghĩa tố cáo sâu sắc thái độ độc ác vô trách nhiệm và chủ nghĩa lý lịch tai hại".

## Tác động

### Tuần báo Văn Nghệ
Biên tập viên tại Tuần báo Văn Nghệ gửi thư động viên "nếu có mệnh hệ gì cũng không ân hận vì chúng ta đã đứng ra bảo vệ danh dự cho một con người, nhất là khi đó lại là một người lính" đến nhà văn Minh Chuyên. Tổng biên tập Tuần báo Văn Nghệ đứng ra nhận hoàn toàn trách nhiệm nếu có hậu quả xảy ra. Mỗi tuần có hàng trăm cuộc điện thoại, thư của độc giả gửi chung cho toà soạn và gửi riêng cho tác giả. Nhà thơ Bế Kiến Quốc — công tác tại Tuần báo Văn Nghệ — gửi thư thông báo tới Minh Chuyên về dư luận tốt của bài bút ký.

### Gia đình nhà văn
Nhà văn Minh Chuyên bộc bạch về bút ký Thủ tục làm người còn sống trên báo Sài Gòn Giải Phóng ngày 19 tháng 7 năm 2008.
Nhà văn Minh Chuyên khi đó liên tục bị điều tra–truy vấn vì bị nghi ngờ "bịa ra câu chuyện để bôi xấu chính sách địa phương", tác giả từng có ý định rạch bụng để chứng minh sự thật, tưởng chừng sẽ bị kết thúc nghiệp cầm bút. Minh Chuyên bị cáo buộc "bôi nhọ hậu phương Thái Bình, gây ảnh hưởng xấu cho lực lượng quân đội", 600 thư cảm nhận bút ký Thủ tục làm người còn sống từ độc giả gửi đến nhà văn. Minh Chuyên tiết lộ "gặp sóng gió vô cùng lớn" đối với người cầm bút và các nhân vật trong bút ký, phải trốn trước áp lực đòi xử lý bằng pháp luật của các cơ quan chính sách. Nhiều tin đồn Minh Chuyên bị bắt khiến gia đình nhà văn luôn phấp phỏng không yên, người bố già có đêm đi bộ hơn 10 km đến nhà riêng hỏi thăm mỗi khi có tin đồn, căn nhà Minh Chuyên đêm nào cũng nườm nượp người đến hỏi thăm, một số thương binh làng thay nhau túc trực "giải cứu con tin". Đầu tháng 10 năm 1988, gia đình nhà văn định mua xe đạp cho con sau khi bán lợn được 100 nghìn đồng, nhưng sau đó quyết định in sao hồ sơ của Định thành mười bản.
Nhà văn bộc bạch vào năm 2024.
Ba mươi năm sau, nhà văn vẫn tiếp tục viết 75 tác phẩm về chủ đề hậu chiến, 250 tập phim tài liệu với ba phim dự các liên hoan phim quốc tế: "Cha con người lính", "Linh hồn Việt Cộng", "Chuyện ông và cháu." Minh Chuyên bộc bạch "xét về giá trị văn chương, tôi chọn "Vào chùa gặp lại". Xét về giá trị xã hội, tôi chọn "Người không cô đơn". Xét về tinh thần trách nhiệm một người cầm bút, tôi chọn "Thủ tục làm người còn sống." Sau này, Minh Chuyên thường được gọi là "người trả lại tên cho những đồng đội" hay "người chữa lành những vết thương thời hậu chiến". Trưởng ban Tuyên giáo Tỉnh ủy Thái Bình Phạm Văn Bài sau này nhận xét "để viết được thành công bút ký "Thủ tục để làm người còn sống", Minh Chuyên đã trải qua bao thăng trầm, có lúc tưởng chừng bi quan đến tuyệt vọng. Minh Chuyên là người có năng lực, sở trường viết về hậu chiến và cái quan trọng là Minh Chuyên có cái tâm của người lính cầm bút, nặng lòng với số phận người lính hậu chiến."

### Gia đình quân nhân
Vì bị không ít người nghi ngờ đào ngũ, Trần Quyết Định có ý định tự sát bằng thuốc trừ sâu, nhà văn đến can ngăn ý định tự sát tại tư gia vào lúc 12 giờ đêm. Trần Quyết Định phải viết nhiều bản tự thuật, gia đình – họ hàng Định bị mời lên huyện Vũ Thư khai báo. Bố Định nhờ Trần Đình Ngoạn — cậu ruột Trần Quyết Định — vào Thành phố Hồ Chí Minh xin sao lưu lại hồ sơ bệnh án tại bệnh viện cứu chữa Định 10 năm trước. Trần Đình Ngoạn nhớ lại "cái lúc bấy giờ thì Đài mới phát, rồi Báo Văn nghệ ở Hà Nội mới đăng. Thế rồi mới choang ra đấy. Tôi hãi lắm. Khổ… Giờ nghĩ lại giai đoạn ấy thì cực lắm chứ không phải cực vừa". Trần Thị Tẹo — mẹ Trần Quyết Định — hồi tưởng "chú thì chú ấy bị thương... Khốn khổ. Đi vào Đắc Lắk, rồi đi Kon Tum lại trở về lấy vợ." Tính đến năm 2007, thủ tục giấy tờ chuyển đổi từ liệt sĩ sang xác nhận thương binh hạng 2/4 của Trần Quyết Định được hoàn tất. Nhà văn Minh Chuyên cho biết Trần Quyết Định được chứng nhận là thương binh sau 19 năm kể từ khi đăng bút ký trên Tuần báo Văn nghệ, tổng cộng 29 năm kể từ khi xin xác nhận giấy phục viên – xuất ngũ.

### Di sản
Sau này, Bộ trưởng Bộ Quốc phòng Việt Nam Đoàn Khuê trao tặng giải thưởng cho Minh Chuyên về "những tác phẩm văn học nghệ thuật và báo chí đề tài Lực lượng vũ trang & Chiến tranh cách mạng giai đoạn 1984–1994", trong đó có bút ký Thủ tục làm người còn sống. Bút ký được Bộ Quốc phòng Việt Nam trao tặng giải A. Bút ký Thủ tục làm người còn sống được đưa vào trong chương trình giáo dục trung học phổ thông Việt Nam theo Thông tư số 32/2018/TT-BGDĐT của Bộ Giáo dục và Đào tạo ban hành vào ngày 26 tháng 12 năm 2018.
Ngày 28 tháng 8 năm 2024, Nhà xuất bản Hội nhà văn có buổi ra mắt sách Minh Chuyên - Cây bút hậu chiến của cựu Thứ trưởng Thường trực Bộ Tài chính Việt Nam Nguyễn Công Nghiệp với bảy bài ký ghi chép lại cuộc trò chuyện với nhà văn và các nhân vật có thật từ các tác phẩm, trong đó có nhân vật Trần Quyết Định.